# Amitis od Medije
Amitis (perz. Umati, grč. Amytis) je bila medijska princeza iz 6. stoljeća pr. Kr.

## Povijesni izvori
Budući da povjesničari Ktezije i Beros navode kontradiktorne kronološke podatke, ne može se utvrditi je li postojala jedna ili pak dvije princeze Amitis. Prema jednim izvorima, bila je kći Kijaksara, vladara Medijskog Carstva, a prema drugima kći njegovog sina i prijestolonasljednika Astijaga (610-ih pr. Kr. - 540-ih pr. Kr.). Babilonijski povjesničar Beros spominje kako je nakon pada Novoasirskog Carstva 614. pr. Kr. sklopljen diplomatski brak između medijske princeze Amitis i babilonskog vladara Nabukodonosora II. (630. – 561. pr. Kr.), čime se želio učvrstiti medijsko-babilonski savez. Ipak, Berosova tvrdnja kako je Amitis bila Astijagova kći postaje vrlo upitna budući kako bi Astijag prema navedenoj kronologiji trebao imati životni vijek od gotovo 100 godina. Povjesničar Ktezije pak navodi kako se Amitis udala za perzijskog vladara Kira Velikog (576. – 530. pr. Kr.), koji je tim političkim brakom želio osnažiti legitimitet svoje vlasti nad Medijom. Ktezije također spominje kako je Amitis rodila Kiru sina Kambiza II., dok Herodot tvrdi kako je Kambizova majka zapravo bila Kasandana.

## Viseći vrtovi
Amitis je navodno jako čeznula za svojom domovinom Medijom (Iran) pa joj je muž, babilonski kralj Nabukodonosor II. dao sagraditi Viseće vrtove u Babilonu, koji su smatrani jednim od sedam svjetskih čuda starog vijeka. Druga teorija pak kaže kako su sagrađeni za mitološku kraljicu Semiramidu koja je vladala na prijelazu iz 9. u 8. stoljeće pr. Kr.

## Poveznice
- Astijag
- Nabukodonosor II.
- Kir Veliki

## Vanjske poveznice
- Amitis (enciklopedija Iranica)  Arhivirana inačica izvorne stranice od 18. svibnja 2007. (Wayback Machine)
- Amitis (Amytis), AncientLibrary.com
- Amitis - obiteljsko stablo (American-pictures.com)